# Карроллтон (Нью-Йорк)
Карроллтон (англ. Carrollton) — місто (англ. town) в США, в окрузі Каттарогус штату Нью-Йорк. Населення — 1207 осіб (2020).

## Демографія
Згідно з переписом 2010 року, у місті мешкало 1297 осіб у 548 домогосподарствах у складі 360 родин. Було 655 помешкань
Расовий склад населення:
| - 97,1 % — білих - 1,0 % — корінних американців - 0,5 % — чорних або афроамериканців - 0,4 % — азіатів |

До двох чи більше рас належало 1,0 %. Частка іспаномовних становила 0,4 % від усіх жителів.
За віковим діапазоном населення розподілялося таким чином: 22,0 % — особи молодші 18 років, 61,7 % — особи у віці 18—64 років, 16,3 % — особи у віці 65 років та старші. Медіана віку мешканця становила 43,1 року. На 100 осіб жіночої статі у місті припадало 95,3 чоловіків;  на 100 жінок у віці від 18 років та старших — 96,9 чоловіків також старших 18 років.
Середній дохід на одне домашнє господарство  становив 53 265 доларів США (медіана — 40 750), а середній дохід на одну сім'ю — 63 772 долари (медіана — 55 600). Медіана доходів становила 43 333 долари для чоловіків та 37 857 доларів для жінок. За межею бідності перебувало 13,9 % осіб, у тому числі 17,1 % дітей у віці до 18 років та 15,1 % осіб у віці 65 років та старших.
Цивільне працевлаштоване населення становило 635 осіб. Основні галузі зайнятості: освіта, охорона здоров'я та соціальна допомога — 24,9 %, виробництво — 17,5 %, роздрібна торгівля — 15,7 %.